# Fusciphantes saitoi
Fusciphantes saitoi là một loài nhện trong họ Linyphiidae.
Loài này thuộc chi Fusciphantes. Fusciphantes saitoi được Ihara miêu tả năm 1995.